# Boyd Merriman
Frank Boyd Merriman, 1er baron Merriman (28 avril 1880 - 18 janvier 1962), connu sous le nom de Boyd Merriman, est un homme politique et juge conservateur britannique.

## Jeunesse
Merriman est né à Knutsford, Cheshire, et fait ses études au Winchester College. Il ne va pas à l'université, mais devient stagiaire dans un cabinet d'avocats à Manchester, puis étudie pour le barreau et est élève dans le cabinet de Gordon Hewart. Il est admis au barreau du Inner Temple en 1904. Pendant la Première Guerre mondiale, il sert avec le Manchester Regiment et est nommé à l'Ordre de l'Empire britannique (OBE) en 1918. Après la guerre, Merriman est nommé Conseiller de la reine (QKC) en 1919 et Recorder de Wigan en 1920.
Merriman a une grande pratique au barreau de common law et sur le circuit du Nord. L'affaire la plus importante dans laquelle il plaide est le procès en diffamation de 1927, Wright contre Gladstone, qui découle de déclarations diffamatoires concernant la vie privée de l’ancien premier ministre William Ewart Gladstone. En 1929, il représente des organisations sionistes devant la Commission Shaw, chargée d'enquêter sur les émeutes en Palestine.

## Carrière politique et judiciaire
Merriman est élu aux élections générales de 1924 comme député de Manchester Rusholme et est solliciteur général sous Stanley Baldwin de 1928 à 1929 et sous Ramsay MacDonald de 1932 à 1933, recevant le titre de chevalier coutumier lors de sa nomination.
Il quitte le Parlement en 1933, lorsqu'il est nommé président de la Division des successions, du divorce et de l'amirauté de la Haute Cour, et est admis au Conseil privé. Sous sa présidence, la Division connait une forte baisse du volume des affaires d'amirauté en raison d'une baisse mondiale des transports maritimes, mais une forte augmentation de son travail de divorce, en partie grâce à l'adoption du Matrimonial Causes Act de 1937. En 1949, Merriman est envisagé pour une nomination comme Lord d'appel ordinaire, mais le poste va finalement à Cyril Radcliffe.
Merriman est élevé à la pairie en 1941 en tant que baron Merriman, de Knutsford dans le comté palatin de Chester. En 1950, il est nommé Chevalier Grand-Croix de l'Ordre royal de Victoria (GCVO).

## Famille
Lord Merriman se marie trois fois. Il épouse d'abord Eva Mary Freer (décédée en 1919) en 1907. Ils ont deux filles. Il épouse ensuite Olive McLaren (décédée en 1952) en 1920. Il épouse enfin Jane Lamb en 1953. La pairie s'éteint à la mort de Lord Merriman à Londres en 1962, à l'âge de 81 ans. Il devait prononcer un discours dissident lors de l'appel de la Chambre des lords Ross-Smith contre Ross-Smith ce jour-là, qui est prononcé par Lord Hodson.
Il est enterré au Cimetière de Brompton, à Londres, du côté ouest de la cocarde centrale fermée.